# رتوایل
شهر رتوایل (به آلمانی: Rottweil) در ایالت بادن-وورتمبرگ در کشور آلمان واقع شده‌است.

## نگارخانه

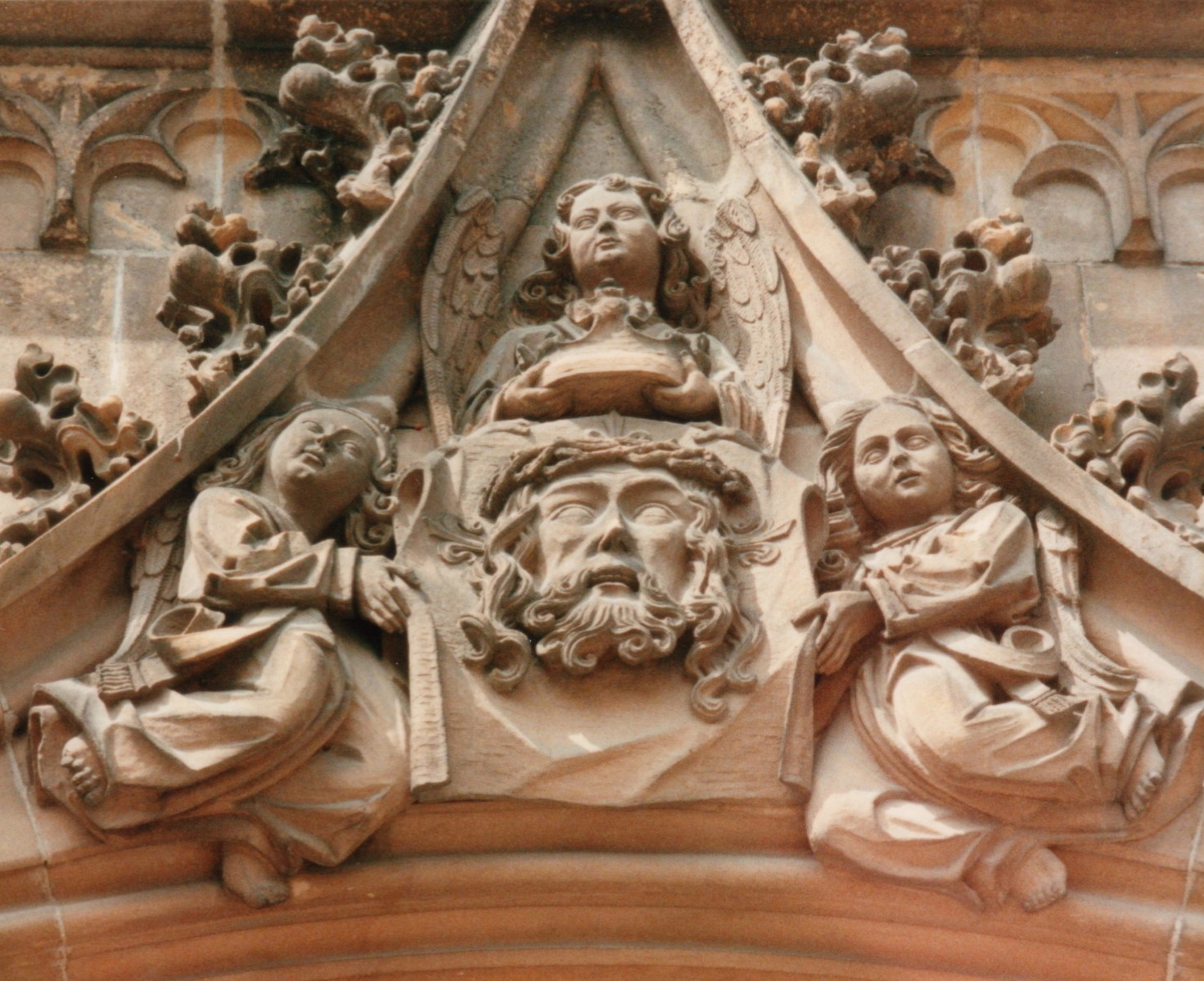
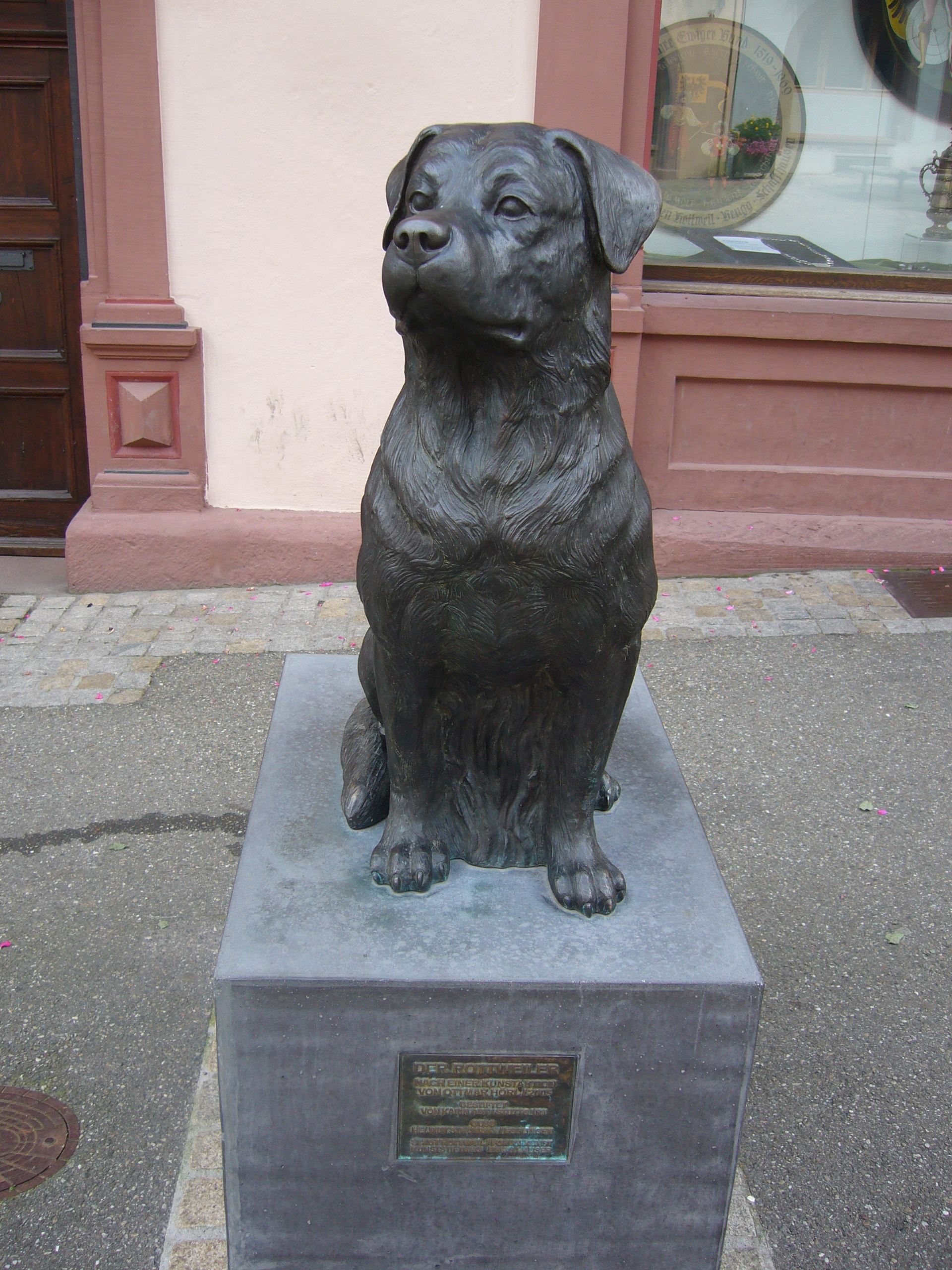